# Cameron Shute
Cameron Deane Shute (15 mars 1866-25 janvier 1936) est un officier supérieur de l'armée britannique pendant la Première Guerre mondiale .

## Jeunesse et éducation
Shute est né à Dorking, Surrey, le fils du colonel Deane Christian Shute de l'armée indienne britannique et de sa femme, Elizabeth Isabella Brownlow . Il fait ses études au Marlborough College et à l'étranger. Il est le neveu du général Sir Charles Cameron Shute (en) (1816-1904). Francis Browne (4e baron Kilmaine) épouse sa sœur Alice Emily Shute .

## Carrière militaire
Shute est officier dans le régiment gallois en 1885 . Il est transféré à la brigade de fusiliers en 1895 et participe à l'expédition sur le Nil et au siège de Khartoum en 1898. Il est adjudant général adjoint à Malte à partir de 1899 et officier d'état-major général à Scottish Coast Defenses à partir de 1905. En 1910, il est nommé commandant du 2e bataillon de la Rifle Brigade, puis devient officier d'état-major général au centre de formation d'Aldershot à partir de 1914.
Il sert pendant la Première Guerre mondiale en France et en Belgique devenant commandant de la 59e brigade en France pendant les actions de Guillemont en 1915 . Il devient officier général commandant de la division navale royale en 1916, de la 32e division en 1917 et de la 19e division à la bataille de Messines en France en 1917 . En avril 1918, il prend le commandement du 5e Corps en France.
Après la guerre, il est GOC de la 4e division . Finalement, il est officier général commandant en chef du Commandement du Nord en 1927 et prend sa retraite en 1931.